# 핀란드 신화

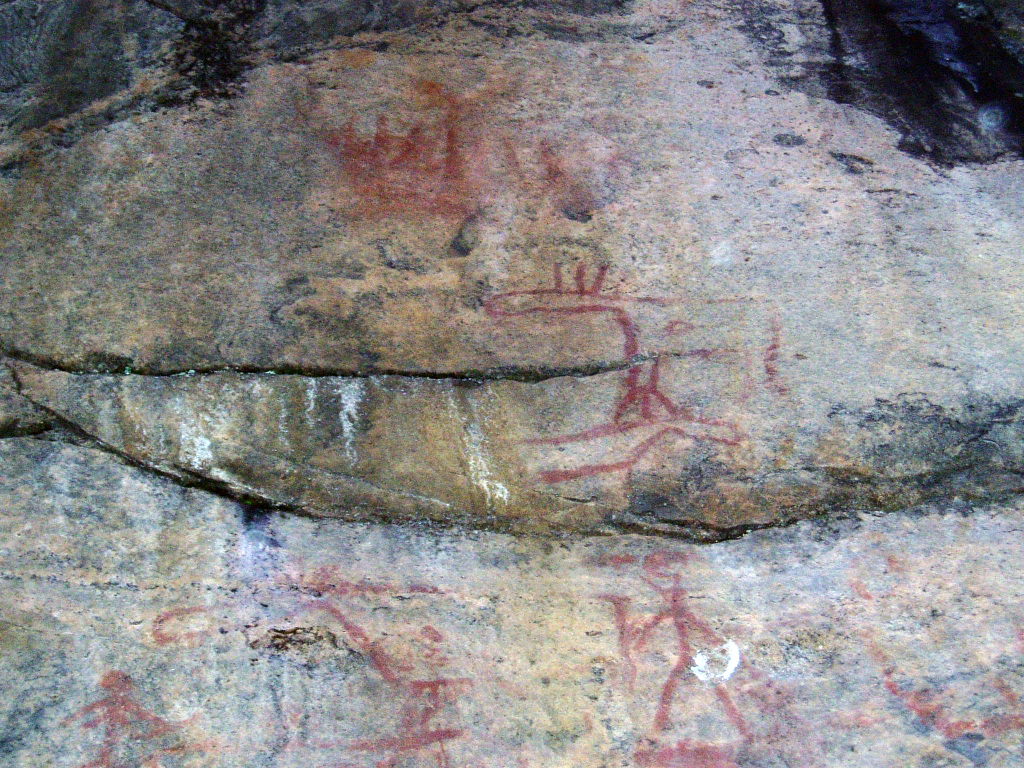

핀란드 신화(핀란드어: Suomalainen mytologia 수오말라이넨 뮈톨로기아[*])은 오늘날 핀란드 땅의 고대 종교인 핀란드 이교와 함께 형성된 신화이다. 같은 핀계 민족국가인 에스토니아 신화 및 핀계가 아닌 인접 민족인 발트와 노르드 신화와 많은 점을 공유한다. 일부 신화는 사미인들과 먼 관계가 있기도 하다.
주위 문화의 점진적 영향으로 인해 천공신 일신숭배 양상이 나타나지만, 하늘 아버지 신 "우코(Ukko)"는 본래는 다른 정령들과 동렬인 자연정령들 중 하나일 뿐이었다. 동물 중에서는 곰을 숭상한다. 핀란드인에게 곰은 조상의 화신이며, "곰(karhu)"이라는 말을 직접 쓰는 말은 거의 없고 "꿀술발(mesikämmen)", "땅의 거주자(kontio)", "숲의 황금 사과(metsän kultaomena)" 등의 완곡표현으로 돌려 일컬었다. 다만 곰이 신적 존재로 취급되는 것까지는 아니다.

## 핀란드 신화 연구의 역사
핀란드의 주교이자 루터교 종교개혁가인 미카엘 아그리콜라(1510년 ~ 1555년)가 1551년 시편을 핀란드어로 번역하면서 쓴 그 서문에서 핀란드 민간신앙에 관한 언급이 최초로 이루어진다. 아그리콜라는 여기서 헤메(타바스틀란드) 및 카렐리야에서 숭배된다는 신들을 각각 열두 개씩 열거했는데, 그 신들의 이름과 함께 추측되는 신들의 역할을 운문의 형식으로 짧게 기술했다. (일부 연구자들은 아그리콜라의 목록에서 피루(Piru), 즉 악마를 제외하여 헤메 지방의 신들은 열한 명이 열거되었다고 셈하기도 한다.) 이 목록 덕분에 아그리콜라는 핀란드 종교사 및 신화학 연구의 아버지로 취급받는다. 후대의 학자들과 연구자들은 대개 아그리콜라의 목록을 그대로 인용했는데, 18세기 말에 가서야 아그리콜라의 목록에 대한 비판적인 접근이 이루어지기 시작했다. 그 결과 아그리콜라의 목록에 실린 존재들 중 대부분은 신이 아니라 지역의 수호령, 민담이나 전설의 등장인물, 문화영웅, 기독교 성인들의 다른 이름 등이었던 것으로 밝혀졌다.
때문에 핀란드 신화학의 진정한 첫 학문적 접근은 1789년 크리스트프리드 가난데르가 출판한 《뮈톨로기아 페니카》이다. 19세기 들어 핀란드 민속에 대한 연구가 활발해졌고, 엘리아스 뢴루트, J. F. 카얀, M. A. 카스트렌, D. E. D. 에우로파에우스 등의 학자들은 핀란드 전역을 돌아다니며 그 때까지 구전되던 민속 시가들을 채록했고, 이것을 바탕으로 뢴루트는 《칼레발라》 및 《칸텔레타르》를 엮어냈고, 이것이 핀란드 신화의 기본 문헌이 된다.

## 천지창조와 세계의 구조

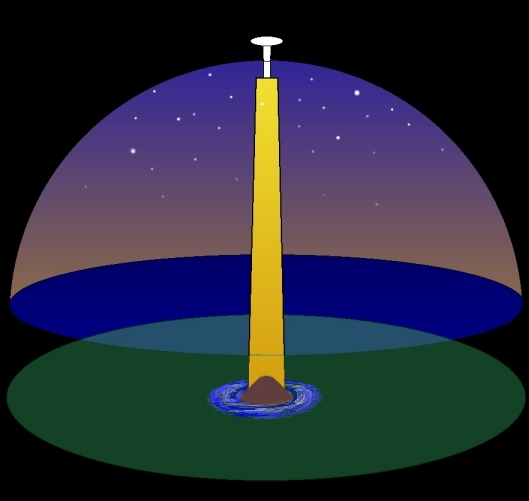

세상은 한 수탉의 알이 폭발하면서 만들어졌다. 알의 위쪽 껍데기가 하늘인데, 이는 마치 천막 같은 구조로서 북극성 아래 세워진 하나의 기둥이 하늘을 지탱한다.
북극기둥을 주위로 하늘천막 자체가 회전하는 것으로 별들의 움직임이 설명된다. 북극기둥의 회전으로 인하여 북극에는 거대한 회오리가 형성되는데, 사람의 영혼이 이 회오리를 지나면 이 세계 밖으로 나가 망자들의 땅인 투오넬라로 가게 된다.
땅은 평평하다. 땅의 가장자리에는 새들이 겨울을 나는 따뜻한 곳인 "새들의 고향" 린투코토(Lintukoto)가 있다. 겨울이 가면 새들이 린투코토에서 돌아오는 길이 은하수이며, 때문에 은하수를 "새들의 길" 린눈라타(Linnunrata)라고 불렀다. 근현대 핀란드에서 "린투코토"라는 말은 행복하고 따뜻하며 평화로운 상상 속의 낙원을 가리키는 말로도 사용된다.
핀란드 신화에서 새들은 상당한 중요성을 지니고 있다. 사람이 태어날 때면 새들이 사람의 영혼을 물어오고, 죽을 때면 새들이 도로 물고 거두어 간다. 어떤 지역에서는 사람이 자다가 영혼이 빠져나가는 것을 막기 위해 나무로 깎은 새를 머리맡에 두기도 한다. 이 목각을 "영혼새"라는 뜻의 시엘루린투(Sielulintu)라 하며, 영혼이 꿈속에서 길을 잃는 것을 막아준다.
이야기들을 살펴보면 물새들이 매우 흔하게 등장하며, 암각화 및 각석들을 살펴 보아도 그러하다. 이 새 신앙이 고대 핀족들에게 상당한 중요성을 지니고 있었음을 짐작케 한다.

## 망자의 땅 투오넬라
투오넬라는 망자들의 땅이다. 지하에 있으며, 모든 죽은 자들이 사는 도시 또는 집이다. 선한 자와 악한 자를 가리지 않고 죽으면 모두 여기로 간다. 투오넬라는 어둡고 활기없는 곳으로, 여기의 망자들은 영원한 잠을 잔다. 용감한 샤먼은 조상의 가르침을 구하기 위해 트랜스 상태에 빠져 투오넬라를 여행할 수 있다. 투오넬라를 여행하기 위해서는 영혼이 투오넬라의 어두운 강을 건너야 한다. 만약 그에게 합당한 이유가 있다면 배가 한 척 와서 그를 태워 간다. 많은 경우 샤먼들의 영혼은 자기들이 진짜 죽은 것처럼 투오넬라의 문지기들을 속인다.

## 천공뇌신 우코
우코(Ukko)란 "늙은 남자"라는 뜻이다. 그는 하늘, 날씨, 농작물의 신이며 핀란드 신화에서 가장 중요한 신이다. 핀란드어로 천둥을 의미하는 "우코넨(ukkonen)" 및 "우코닐마(ukonilma)"는 각각 "작은 우코", "우코의 날씨"라는 뜻으로 당연히 우코의 이름에서 파생된 것이다. 칼레발라에서 우코는 "윌리유말라(ylijumala)"라고도 하는데, "최고신"이라는 뜻이다. 우코는 자신이 관여된 자연 현상을 통해서만 신화에 모습을 내민다.
우코는 발트의 뇌신 페르쿠나스와 고대 핀란드의 천공신 일마리넨에서 기원한 존재로 생각된다. 페르쿠나스는 노르드의 토르와도 관계가 있다. 우코가 일마리넨의 신격을 차지하게 되자 일마리넨은 대장일 또는 바위의 신으로 바뀌었다. 칼레발라에 따르면 하늘천막의 별을 단조해 만든 것이 일마리넨이라고 한다. 또 일마리넨은 마법의 방아(또는 맷돌) 삼포도 만들었다.
우코의 무기는 망치, 도끼, 도검으로 이 무기를 내려치면 벼락이 내린다. 우코가 아내 아카(Akka; "늙은 여자")와 교접할 때면 천둥번개 폭풍우가 친다. 또한 우코가 구름 속에서 전차를 몰고 다닐 때도 뇌우가 만들어진다. 우코의 망치 우콘바사라는 원래 전부문화의 뱃모양 돌도끼였을 것이다. 금속시대가 열리면서 돌도끼가 버림받자 후세인들은 석재무기의 출처를 알 수 없었다. 그들은 이것들을 우코의 무기이며 내리치는 벼락의 돌끝이라고 믿었다. 샤먼들은 돌도끼 유물들을 수집해 지니고 다녔는데, 여기에 치유와 파괴의 여러 힘이 내재되어 있다고 믿었기 때문이다.
피부에 톱날무늬가 있는 살무사 역시 천둥의 상징으로 받아들여졌다.

## 같이 보기
- 에스토니아 신화
- 수오메누스코

## 참고 자료
- Honko, Lauri, Senni Timonen, Michael Branch, and Keith Bosley.  (1994).  The Great Bear: A Thematic Anthology of Oral Poetry in the Finno-Ugrian Languages.  New York: Oxford University Press.  Originally published 1993 by the Finnish Literature Society.
- Holmberg, Uno. (1964). Finno-Ugric, Siberian. The Mythology of All Races, Vol. IV (ed. by John Arnott MacCullough). New York: Cooper Square Publishers, 1964. Originally published 1927 by Marshall Jones, Boston.
- Pentikäinen, Juha Y.  (1999).  Kalevala Mythology, expanded ed.  Translated by Ritva Poom.  Bloomington: Indiana University Press.
- Kuusi, Matti, Keith Bosley, and Michael Branch.  (1997).  Finnish Folk Poetry: Epic.  Helsinki: Finnish Literature Society.
- Pentikäinen, Juha. (2002). "Kalevala: the finnish national epic" ThisisFINLAND
- Talve, Ilmar.  (1997).  Finnish Folk Culture.  Studia Fennica, Ethnologica 4.  Translated by Susan Sinisalo.  Helsinki: Finnish Literature Society.
- Virtanen, Leea and Dubois, Thomas. (2000). Finnish Folklore.  Studia Fennica, Folklorista 9.  Translated by Thomas Dubois. Helsinki: Finnish Literature Society in association with University of Washington Press, Seattle, WA.